# Mary O'Grady
Mary Anastasia O'Grady (también conocida como Mary O'Grady) es una periodista, editora, y columnista estadounidense, que ejerce como editorialista del diario neoyorquino Wall Street Journal. Es miembro del consejo editorial de este periódico desde el año 1999 y uno de los editores del Índice de Libertad Económica. Su especialidad son los temas relativos a Hispanoamérica y a como las políticas de izquierda, según, destruyen sus sociedades.

## Biografía
Originaria de Bryn Mawr, una pequeña ciudad cercana a Filadelfia, Pensilvania O'Grady está licenciada en literatura inglesa por el Assumption College, una universidad católica de Massachusetts y cuenta con un MBA en gestión financiera por la Pace University de Nueva York. Entró a trabajar en el Wall Street Journal en 1995 y pasó a integrarse en el equipo editorial en 1999. Antes de eso había trabajado durante diez años como analista en diferentes firmas financieras de Wall Street como Advest o Thomson McKinnon Securities (entonces Merrill Lynch).

## Críticas
O'Grady ha recibido críticas por inexactitudes en artículos escritos en el Wall Street Journal, como una afirmación de que Fidel Castro desarrollaba virus para compartirlos con fundamentalistas islámicos; o que Hugo Chávez y Daniel Ortega estaban brindando refugio a terroristas Islámicos.
Se ha caracterizado por su fuerte posición contra gobiernos socialistas, lo cual ha suscitado respuestas por parte de personas como el expresidente de Estados Unidos, Jimmy Carter, que escribió un artículo en respuesta a las críticas de O'Grady al sistema político venezolano, o Phillip Cryan que criticó los alegatos de O'Grady en el sitio CounterPounch. Se le ha criticado por su apoyo, por medio de sus columnas, a controversiales privatizaciones realizadas en El Salvador.
Es célebre por sus planteamientos en la línea del liberalismo clásico, su rechazo frontal a los gobiernos de izquierda en  América y por ser partidaria de la legalización del tráfico de drogas.
En un artículo publicado en el Wall Street Journal, vinculó a Irán con el gobierno del presidente mexicano Andrés Manuel López Obrador citando "fuentes de inteligencia". El presidente mexicano desmintió el artículo en conferencia de prensa. 
Ha recibido críticas de variados partidos de izquierda especialmente socialistas de la región hispanoamericana, por su esfuerzo de defender los sistemas que propician las libertades individuales en desmedro de sistemas que buscan la colectivización de las sociedades.

## Premios
- 1997, Inter American Press Association's  Premio David Gleaner.
- 2005, International Policy Network's  Premio Bastiat.